# سنتة (نرغسان)
سنتة (بالفارسية: سنته) هي منطقة سكنية تقع في إيران في قسم نرغسان الریفي. يقدر عدد سكانها بـ 200 نسمة بحسب إحصاء 2016.